# Cnemotettix caudulus
Cnemotettix caudulus är en insektsart som beskrevs av Rentz, D.C.F. och Weissman 1973. Cnemotettix caudulus ingår i släktet Cnemotettix och familjen Anostostomatidae. Inga underarter finns listade i Catalogue of Life.